# Martin Michael Johnson
Pour les articles homonymes, voir Johnson, Martin Johnson (homonymie) et Michael Johnson (homonymie).
Martin Michael Johnson (né le 18 mars 1899 à Toronto en Ontario et décédé le 29 janvier 1975) est un prélat canadien de l'Église catholique. Il fut archevêque de l'archidiocèse de Vancouver de 1964 à 1969 et évêque du diocèse de Nelson de 1936 à 1954.

## Biographie
Martin Michael Johnson est né le 18 mars 1899 à Toronto en Ontario. Il fut ordonné prêtre le 14 juin 1924. Le 18 juillet 1936, il devint le premier évêque du diocèse de Nelson en Colombie-Britannique et il fut consacré le 29 septembre de la même année par Mgr James Charles McGuigan, archevêque de Toronto. Le 27 novembre 1954, il fut nommé archevêque coadjuteur de l'archidiocèse de Vancouver et reçu par la même occasion le siège titulaire d'archevêque de Cius (de). Il devint l'archevêque de Vancouver le 11 mars 1964. Il participa au IIe concile œcuménique du Vatican. Il démissionna de son poste d'archevêque de Vancouver le 23 novembre 1970 et reçu alors le siège titulaire d'archevêque de Civitate (de). Il décéda le 29 janvier 1975.